# Demonic
Demonic è il settimo album in studio thrash metal Testament pubblicato nel 1997.

## Il disco
È definito come il disco più violento mai registrato dal gruppo, per via di marcate influenze groove metal e death metal, in parte avvertibili anche nel precedente Low. Il disco presenta anche un ottimo livello di tecnica strumentale, sviluppata grazie anche al contributo del batterista Gene Hoglan. Inoltre suona nel disco Derrick Ramirez, cugino di Eric Peterson nonché il primo chitarrista della storia dei Testament, qui nel ruolo di bassista.
In New Eyes of Old è presente alla chitarra solistica Glen Alvelais, entrato in formazione a disco ormai ultimato e uscito dal gruppo dopo poco.
L'ex batterista dei Machine Head Chris Kontos viene ringraziato per avere ispirato Hatreds Rise e Distorted Lives, probabilmente nel breve periodo in cui si era unito ai Testament.

## Tracce
1. Demonic Refusal – 5:21
2. The Burning Times – 5:15
3. Together as One – 4:17
4. Jun-Jun – 3:43
5. John Doe – 3:11
6. Murky Waters – 3:00
7. Hatreds Rise – 3:15
8. Distorted Lives – 3:36
9. New Eyes of Old – 3:00
10. Ten Thousand Thrones – 4:37
11. Nostrovia – 1:32

- Testi: Chuck Billy, tranne la 9 di Peterson & Billy; musiche Peterson, tranne le 1, 2, 4, 11 di Peterson & Ramirez. Arrangiamenti dei Testament.

## Formazione
- Chuck Billy - voce
- Eric Peterson - chitarra ritmica e solista
- Derrick Ramirez - basso
- Gene Hoglan - batteria